# Çankaya-universiteit
De Çankaya-universiteit (of simpelweg Çankaya), is een particuliere universiteit gelegen in Ankara, Turkije in 1997.